# ファイル (文具)

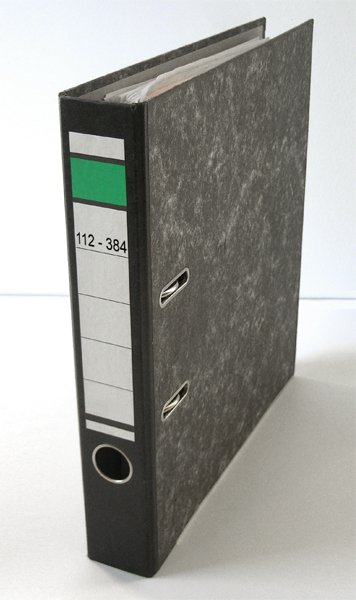

ファイル (英語: file) は、類似する書類をまとめた書類綴り。英語の file は元来は綴じ紐という意味をもつ。製品としては主に書類を挟む（中に入れても入れなくても良い）ことにより、保存または整理するために用いられる専用の文具をいう。
なお、フォルダー（英語: folder, 「折り畳むもの」）と呼ばれることもあるが、フォルダーはひとまとめにした書類を挟むために用いる原紙を指す（フラットファイルなどとは異なり、フォルダーは本来は綴じ金具がないものをいう）。また、バインダーは主として未記録の用紙を挿入して記録するものなのに対し、ファイルは主に記録済みの文書（伝票や書類など）を綴じて整理・保管するためのものをいう。

## ファイリング・システム
ファイリング (filing) とは、文書、テープ、カード、磁気ドラム、ディスクなどの媒体を、必要なときにすぐ利用できるような形に整理して配列することをいう。ファイリング・システム (filing system) はファイリングと同意語として使う場合もあるが、広く文書を必要に応じて利用できるよう配列し、保存、廃棄するまでの一連のシステムをいう。
一般文書の整理法には相手先別整理、主題別整理（テーマ別）、形式別整理（報告書や稟議書など形式別）、表題別整理（タイトル別）、一件別整理（各仕事の始点から終点までを1つのファイルに整理）の5つがある。

## 保管方式
代表的なファイリング・システムには、バーチカルファイルシステムとオープンファイル（オープンシェルフファイル）システムがある。
バーチカルファイルシステム
19世紀末にアメリカで案出された方法である。バーチカルファイルでは資料をフォルダに収めてキャビネットに垂直に保管する。
オープンファイル（オープンシェルフファイル）システム
キャビネットを使わず直接書架に配列する方法である。
バーチカルファイルやオープンファイルなどのファイル法には、フォルダという紙ばさみを使う。フォルダには書類の保護、書類の表示、整理上の大きさの統一などの役目がある。なお、フォルダはフラット・ファイル（レター・ファイル）とは異なり、本来は綴じ具が付いてないものをいう。フォルダによるキャビネット式整理では、原則として文書は挟むだけで綴じられていない（ただし、数通におよぶ書類は綴じて収める）。

## 種類

### 穴を空けるタイプ
穴を空けるタイプには、フラットファイル、レターファイル、スプリングファイル、キャップ式、パイプ式、スタンド式、ホック式、ビス式などがある。
パンチを使って穴を空け、そこに書類を留めていくものである。冊子形式で綴じていくために閲覧しやすい利点がある。資料類や議事録、稟議書などに用いられる。
フラットファイル
フラットとは平坦なこと。本体に留め足が付いており、それを留め具で固定し、書類を保管するタイプのファイルである。最もポピュラーなファイルのひとつで、留め具の素材も金属、プラスチックなどさまざまである。利点はかさ張らずに保管できることと、大きさの違う書類を留めやすいこと、そして書類をそのまま参照しやすいことである。よって、閲覧することが多い資料の収集などに向いている。また、プラスチック製の留め具のものは安全性が高いため、幼稚園や小学校など初等教育機関でも重宝されている。欠点は、いちいち留め具を外さなければいけないため作業が面倒な点、そして一番上にある書類以外をすぐに取り外せない点である。この欠点を克服したのが、リングファイルとパイプファイルである。
パイプ式ファイル
本体にパイプが取り付けられていて、そこに芯の入った留め具を差し込み、固定するタイプ。非常に堅牢で容量も大きいため、書類の長期保管には最適のファイルである。また、留め具側にも芯が通っているため、間にある書類を取り出すのも容易くなっている。欠点は、その大きさのためにかさ張ることと、閲覧や持ち運びには多少不便なことである。そしてコスト高のため、経費負担が大きいことも、一つの弱点である。パイプ式ファイルはキングジムが開発したもので、広く「パイプファイル®」（登録第1079788号など）や「キングファイル®」（登録第4502635号など）と呼ばれているが、これらはともにキングジムの登録商標である。また、パイプ式ファイルのうち左右どちらからも文書を取り出せる両開きのものは画期的であり、大きくパイプ式ファイルの需要を伸ばした。両開きのパイプ式ファイルは「ドッチファイル」などと呼ばれているが、「ドッチ®」（登録第2607343号など）はキングジムの登録商標である。
リングファイル
Oリングファイル
穴を空けるタイプでは最もシンプルなものであり、価格も安い。また、どの位置にある書類も容易に取り出せるのが大きな利点である。また、先が丸いためにページをめくりやすいので、閲覧の多い書類を綴じるのにも適している。留め具の形がアルファベットのOに似ていることからそう呼ばれているが、その形ゆえに書類が均一にまとまらないため、一部の書類に力がかかってパンチ穴から紙が破れてしまう、などの欠点がある。留め具の部分を手で開くものと、レバーを使って開くものがあり、一般的にレバー式の方が丈夫に作られている。また、リングの数を増やした商品もあり、数に合わせて「2リングファイル」、「4リングファイル」、「8リングファイル」などと呼ばれる。
Dリングファイル
Oリングファイルの発展型で、書類が均一にまとまらない問題点を解消するために開発されたファイル。形が均整になり、整理がしやすいうえ、Oリングファイルより丈夫で安定性がある。欠点は、Oリングより留められる容量が少なくなることである。

### 穴を空けないタイプ

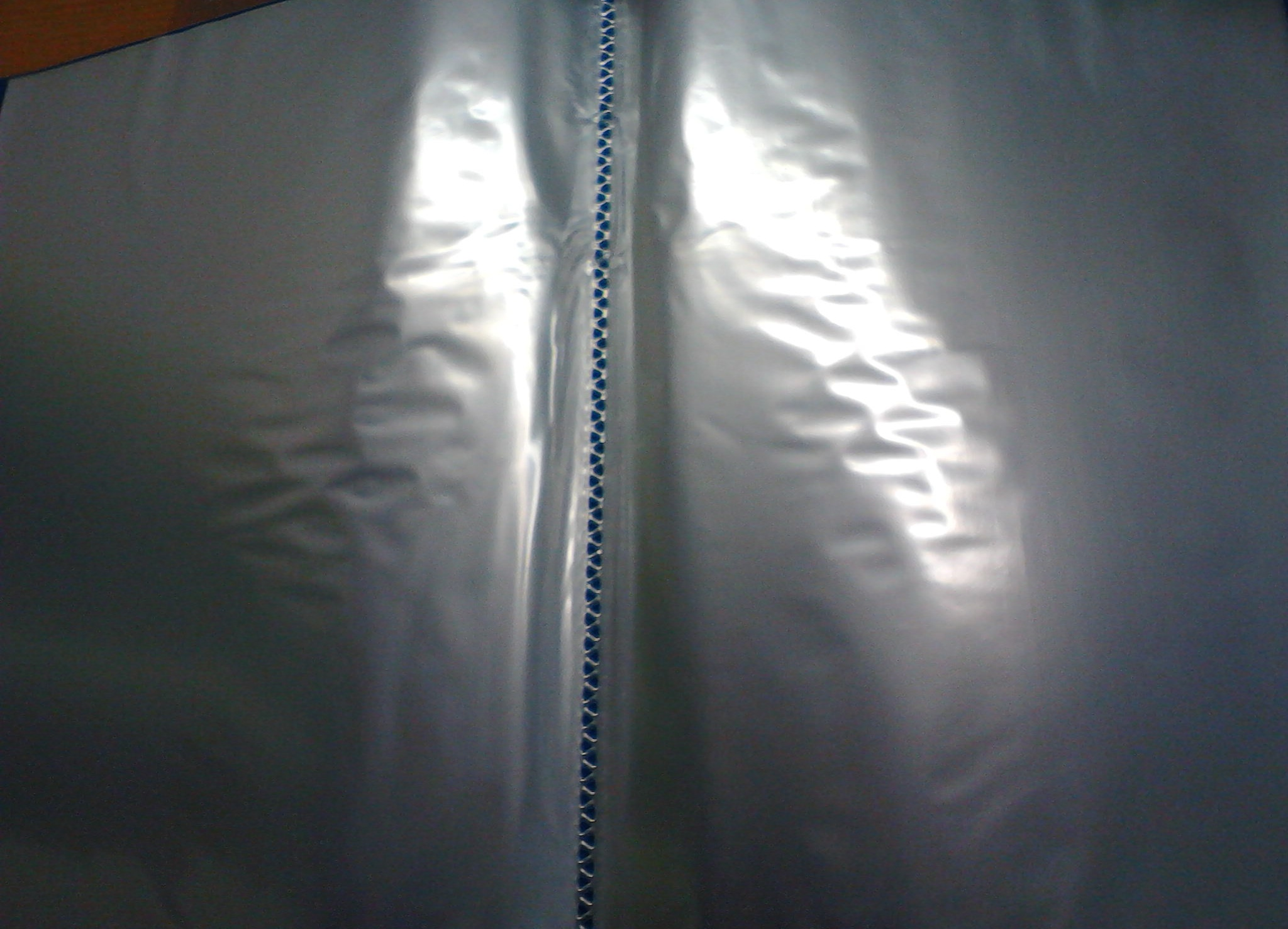
クリアポケットファイルを開いたところ

穴を空けないタイプには、フォルダー、ボックスファイル、ドキュメントファイル、ポケット式、スクラップブック、Z式、クリップファイル、プレスファイル、用箋挟（クリップボード）、ピン式ファイル、パンフレットファイル、ケースファイル、スライドレール式、スライドクリップ式などがある。
穴を空けると不都合な書類（公文書や伝票、契約書、請求書、案内パンフレットなど）を留める用途のもののほか、資料を収集して分類する用途のものもある。
クリアファイル
プラスチック製のシートを2枚重ね、その間に書類を挟んで使用する。色や柄は多様であるがほとんどのものは透明であり、外側の書類が見えるようになっている。留め具がない分だけ大変軽く、薄いつくりである。その反面、挟める書類の限度は少なく、強度もあまり強くはない。あくまで一時的な分類、整理のためのファイルである。また、安価で表面のデザインもしやすいので、広告をはじめとした配布物や記念品としてもよく使われている。
ポータブルホルダー
クリアファイルに手提げ機能を追加したもの。手提げ袋として使用した後にミシン目に沿って切り離すとクリアファイルとして使用でき、パンフレットなどを挿入することにより、高い宣伝効果が得られる。ただし、切り取られた手提げ部分がゴミとなるため、エコの観点から敬遠する企業も少なくない。
セレクトホルダー
用途に合わせて、3種類の好みのサイズ（A4・B5・A5）のクリアファイルに切り離して使用ことができるが、A4のまま使用することがほとんどである。
ポケット式（クリアポケットファイル）
本体がアルバム状になっており、中に透明のポケットが取り付けられたファイル。ポケットの素材はビニール、セロハン、ポリプロピレンなどさまざまである。ポケット部分については固定されている製品と、自由に加除できる製品がある。最大のメリットは、かさ張らずに多くの書類を分類でき、それを簡単に持ち運べることである。欠点は、分類をしっかりしないと書類が紛れやすいことと保管のまずさによって書類が破損してしまうリスクがあることである。メーカーによってさまざまな呼び名がある。テージーが開発して実用化したものを、同社では「クリアポケットホルダー」と呼んでいる。
Z式ファイル
挟み込むタイプの留め具が取り付けられているファイルである。Zとは斜めに動く留め具の形にちなんでいる。最大の利点は、穴を空けずに多くの書類を留められるだけでなく、書類の取り外しも簡単であることに加えて保管能力に優れている点である。よって、穴を空けると不都合な公文書類や伝票、請求書、または回覧板などを留めるのには、最適のファイルである。欠点は、一度留め具を解除すると書類が散乱しやすい点であり、これは細心の注意を払う必要がある。メーカーによっては、「Zファイル」、「レバーファイル」、「パンチレスファイル」と呼んでいる。
クリップファイル
クリップボード（用箋挟）を本体に直接取り付けたファイル。アンケート調査や社内資料閲覧などに重宝し、その目的に適合した作りとなっている。よって書類の整理、保管という目的のためのファイルではない。
ケースファイル
本体がケース状になっているファイル。持ち運びやすいため、外出時などに重宝する。また、分類できるように仕切りが施されたものもある。使い勝手が良いため、鞄代わりに用いる人もいる。一方、その特徴的な形状ゆえに書類が紛れやすく、文書を固定できないことから、文書の整理や閲覧には向いていない。
そのほか、細かいものを挙げると20種類近くある（ドキュメントファイルなど）。

## 主なファイルのメーカー
- キングジム
- コクヨ
- リヒトラブ
- ライオン事務器
- ナカバヤシ
- マルマン
- プラス
- セキセイ
- テージー
- 集英産業
- サクラクレパス
- 内田洋行
- ビュートンジャパン
- 加陽印刷